# Molí de Rigat
El molí de Rigat és un edifici de Vilanova del Camí (Anoia) inclòs a l'Inventari del Patrimoni Arquitectònic de Catalunya.

## Descripció
Té tipologia del molí paperer amb tres parts, el comptador-habitatge, el mirador i el molí, amb tipologia de masia senyorial. La façana és simètrica amb una porta d'entrada adovellada i centralitzada. L'entrada està al costat curt. De pedra i sostre a dos vessants i de teula. Al costat de la porta, a nivell més alt, dins un nínxol hi ha la imatge de Sant Pere amb la data 1879.

## Història
El 1735, els ducs de Medinaceli, autoritzen establir un molí de draps, després paperer. Cobraven per usar l'aigua del riu. Des del 1924, l'empresa Aigua de Rigat subministra a Igualada i Vilanova del Camí. Des de 1967 hi hagué instal·lada una col·lecció hidràulica de R. Gavarró i Castelltort. Hi havia també la Biblioteca monogràfica sobre aigua més gran del país. Després de l'adquisició d'Aigua de Rigat per part del Grup Agbar i la posterior mort de Ròmul Gavarró la col·lecció i biblioteca foren traslladades.